# Patrik Gunnarsson
Patrik Gunnarsson (Kópavogur, 15 de noviembre de 2000) es un futbolista islandés que juega en la demarcación de portero para el K. V. Kortrijk de la Primera División de Bélgica.

## Selección nacional
Tras jugar en las categorías inferiores de la selección, finalmente hizo su debut con la selección de fútbol de Islandia en un partido amistoso contra San Marino que finalizó con un resultado de 0-1 a favor del combinado islandés tras un gol de Aron Elís Þrándarson.

## Clubes
| Club                  | País       | Año       | Partidos | Goles |
| --------------------- | ---------- | --------- | -------- | ----- |
| Breiðablik UBK        | Islandia   | 2017-2018 | 0        | 0     |
| ÍR Reykjavík          | Islandia   | 2018      | 6        | 0     |
| Brentford F. C.       | Inglaterra | 2018-2020 | 1        | 0     |
| Southend United F. C. | Inglaterra | 2020      | 3        | 0     |
| Viborg FF             | Dinamarca  | 2020      | 12       | 0     |
| Silkeborg IF          | Dinamarca  | 2021      | 14       | 0     |
| Viking FK             | Noruega    | 2021      | 8        | 0     |
| Brentford F. C.       | Inglaterra | 2021-2022 | 0        | 0     |
| Viking FK             | Noruega    | 2022-2024 | 91       | 0     |
| K. V. Kortrijk        | Bélgica    | 2024-     | 11       | 0     |